# Haplotrichum simile
Haplotrichum simile é uma espécie de fungo pertencente à família Botryobasidiaceae.